# The Sims: Gwiazda
The Sims: Gwiazda (ang. The Sims: Superstar) – szósty dodatek do gry komputerowej The Sims. Został wydany przez Electronic Arts 12 maja 2003 roku na platformy Windows i OS X.

## Opis
Umożliwia stanie się gwiazdą kina, modelem (bądź modelką) lub gwiazdą muzyki pop. Dodatek dodaje nową dzielnicę, zwaną Dzielnicą Show-Businessu. W grze można spotkać Simów, którzy nazywają i się wyglądają tak samo jak gwiazdy show biznesu: Avril Lavigne, Andy Warhol, Tina Treble, Christina Aguilera, Sarah McLachlan, Jon Bon Jovi i Marilyn Monroe.

### Kariera
Tak naprawdę w The Sims Gwiazda nie możemy określić, czy chcemy się specjalizować w piosenkarstwie, aktorstwie czy modzie. Zdobywając w grze tzw. Gwiazdki, dostajemy polecenia, co musimy robić aby dostać kolejne.

### Piosenkarstwo
Do piosenkarstwa dostajemy do dyspozycji dwa rodzaje obiektów – jedno z nich to studio, a drugie to scena karaoke. Na tej ostatniej raczej nie zostaniemy sławni, bogaci i lubiani. Można tutaj także zaliczyć nagrywanie teledysków, mimo że mogą się one tyczyć także aktorstwa. Mamy do wyboru różne warianty, raz się podoba operatorom, raz nie, oraz możemy wybrać rodzaj muzyki.

### Aktorem być
Do tego dostajemy także dwa obiekty – jeden służy do nagrywania scen w szpitalu, drugi przedstawia średniowiecze. Jak zwykle mamy do wyboru trzy warianty oraz typ filmu (scena walki, dziedziczenia itp.)

### Modelka/Model
Jak zwykle mamy dwa obiekty – jeden do pozowania, kolejny to wybieg. Na tym pierwszym prezentujemy ubrania pozując. Na wybiegu prezentujemy ubrania. Do wyboru mamy trzy różne warianty.
Scenę do pozowania nadzoruje sam Andy Warhol.

### Nagrody
| Nagroda                            | Zasługi                                                     |
| ---------------------------------- | ----------------------------------------------------------- |
| Złota, Srebrna lub brązowa kamera  | Za duże sukcesy w aktorstwie                                |
| Złoty, Srebrny lub Brązowy manekin | Za duże sukcesy w dziedzinie mody                           |
| Złota, Srebrna lub Brązowa gitara  | Za wysokie osiągnięcia w dziedzinie muzyki                  |
| SIMMY!                             | Za niezliczone osiągnięcia w każdej dziedzinie              |
| Nagroda publiczności               | Częste rozdawanie autografów, dawanie buzi swoim fanom itp. |

Nagrody wręcza Marliyn Monroe.